# Paris-Le Bourget Lufthavn
Paris-Le Bourget Lufthavn (IATA: LBG, ICAO: LFPB) er en lufthavn beliggende 11 km nord/nordøst fra centrum af Paris. Der er ingen fast rutetrafik, men den er Paris’ største indenfor general aviation og businessflyvninger.